# Tailtiu
Tailtiu (também Tailltiu e Tailte) é uma deusa da mitologia irlandesa presumido a partir do qual tomou o nome de uma cidade no condado de Meath.
Ela foi a mãe adotiva do deus Lugh (Lugus), o qual criou o festival de Lughnasadh (Lúnasa) em sua homenagem, após sua morte.